# István Móna
István Móna, född 17 september 1940 i Nyíregyháza, död 28 juli 2010 i Budapest, var en ungersk femkampare.
Móna blev olympisk guldmedaljör i modern femkamp vid sommarspelen 1968 i Mexico City.